# StopWatchingUs

1. StopWatchingUs-Logo

StopWatchingUs ist ein loses und dezentrales Bündnis mehrerer Organisationen und Parteien, welches sich gegen die Überwachung der Gesellschaft einsetzt. Auslöser für die Gründung und der einzelnen Gruppen und deren rascher Vernetzung waren die Veröffentlichungen der Globale Überwachungs- und Spionageaffäre durch Edward Snowden. Mittlerweile existieren in mehreren deutschen Großstädten eigenständige Gruppen, welche regionale Veranstaltungen organisieren.

## Ursprung
Erster Auslöser für die Identifikation mit dem Namen „StopWatchingUs“ (oft auch „#StopWatchingUs“, als Anklang an den Internetdienst Twitter, über den sich Bürgerbewegungen zunehmend gegenseitig informieren) war eine von der Mozilla Foundation ins Leben gerufene Kampagne. Dieser schlossen sich regional verschiedene Organisationen und Parteien an.

## Geschichte

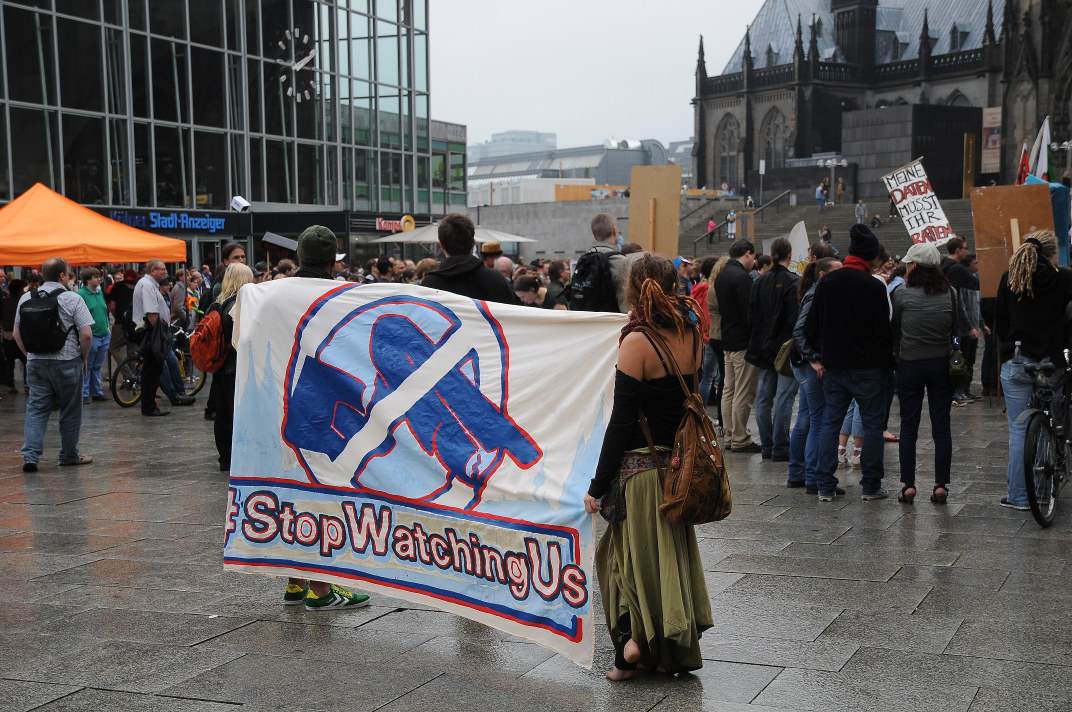
1. StopWatchingUs-Demonstration am 31. August 2013 in Köln

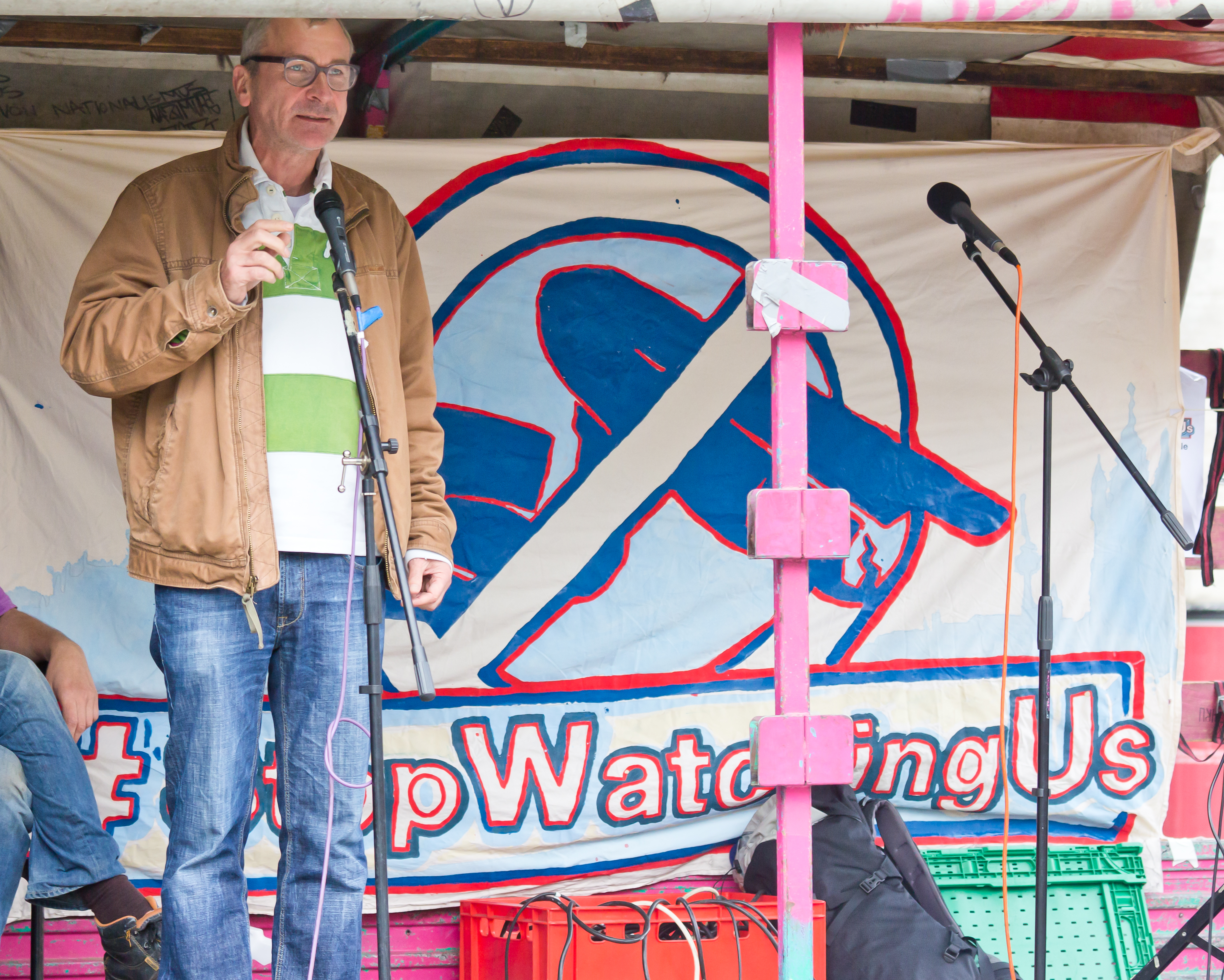
Volker Beck spricht am 26. Oktober 2013 auf der Kundgebung in Köln

Am Samstag, dem 27. Juli 2013 gab es in 39 deutschen Städten gleichzeitig Demonstrationen, an denen mehrere tausend Menschen teilnahmen. Ein Bündnis verschiedener Organisationen und Parteien hatte unter dem Namen #StopWatchingUs dazu aufgerufen. Auch wenn anfänglich nur das Datum bundesweit koordiniert wurde, stellten die verschiedenen Gruppen sehr ähnliche Forderungen auf.
Zum International Day of Privacy (IDP), am 31. August, riefen Anonymous und #StopWatchingUs erneut zu Demonstrationen und Protestaktionen auf. Diesmal beteiligten sich zwar nur 27 Städte offiziell am Aufruf. Inhaltlich, aber auch vom Auftreten bestanden nun aber bundesweit schon wesentlich größere Überschneidungen.
Am 26. Oktober 2013 fanden in Hannover, Heidelberg, Köln, Leipzig, Lübeck, Michelstadt und München Kundgebungen und Demonstrationen gegen die zunehmende Überwachung der Gesellschaft und die Aufhebung der Unschuldsvermutung statt.
Am 10. Dezember 2013 wurde ein Aufruf von etwa 560 Schriftstellern aus der ganzen Welt veröffentlicht, darunter fünf Literaturnobelpreisträger. Sie protestieren im Rahmen von StopWatchingUs mit einem internationalen Aufruf gegen die systematische Überwachung im Internet durch Geheimdienste. Die Autoren rufen dazu auf, die Demokratie in der digitalen Welt zu verteidigen. Zu den Unterzeichnern gehören unter anderem Umberto Eco, Tom Stoppard, Paul Auster, Jonathan Littell, J. M. Coetzee, Elfriede Jelinek, T. C. Boyle und Peter Sloterdijk. Sie fordern, dass jeder Bürger das Recht haben müsse, mitzuentscheiden, in welchem Ausmaß seine Daten gesammelt, gespeichert und ausgewertet würden. Die Unschuldsvermutung betonen sie als zentrale Errungenschaft der Zivilisation und appellieren an die Vereinten Nationen, eine „Internationale Konvention der digitalen Rechte“ zu verabschieden.
Am 26. Juli 2014 fanden zum einjährigen Bestehen des Bündnisses, erneut Kundgebungen und Demonstrationen statt. Einige Kundgebungen wurden vor Standorten der Geheimdienste abgehalten. Von Bad Aibling startete ein Demonstrationszug zur Bad Aibling Station nach Mietraching. In Griesheim fand eine Kundgebung vor dem Dagger Complex statt und in Köln wurde die Kundgebung vor dem Bundesamt für Verfassungsschutz ausgeführt.